# Michael C. Maronna
Michael C. Maronna é um ator Americano. Ele é mais conhecido por interpretar o irmão mais velho Pete Wrigley na série The Adventures of Pete & Pete e o personagem Jeff McCallister nos filmes Home Alone e Home Alone 2: Lost in New York.

## Biografia

### Origens
Michael Maronna nasceu em Brooklyn, Nova York, filho de um pai bombeiro e uma mãe que trabalhava como conselheira em um colégio. Ele é metade italiano, três oitavos irlandês e um oitavo descendente de holandês. Ele foi o primeiro neto de uma grande família, que incluía um irmão e uma irmã mais nova. Quando adolescente, ele estudou na Hunter College High School, em Nova York, antes de frequentar o Purchase College da State University of New York, onde estudou cinema de documentário/não ficção.

### Carreira
Maronna apareceu em sua primeira propaganda ainda muito jovem, para um anúncio da "Scott Paper". Ele interpretou o irmão mais velho Pete Wrigley no programa de televisão The Adventures of Pete & Pete na Nickelodeon (de 1989 a 1996), bem como o personagem Jeff McCallister nos filmes Home Alone (1990) e Home Alone 2: Lost in New York (1992). No primeiro ele fala a frase "Kevin, você é uma doença!", que se tornou muito popular. Ele também interpretou um assassino adolescente em um episódio de Law & Order.
Em 1999, Maronna participou de uma série amplamente vista de anúncios da "TD Ameritrade" como Stuart, um funcionário preguiçoso de um chefe sem noção a quem ele ajuda a entrar na Internet com zelo exagerado. Maronna reprisou o papel em uma comédia com Bill Clinton, que foi exibida na última aparição de Clinton como Presidente dos Estados Unidos no jantar da Associação de Correspondentes da Casa Branca em 2000. Na década de 2000, Maronna apareceu nos filmes Slackers e 40 Dias e 40 Noites. Outros créditos incluem papéis em Sex and the City e Be Kind Rewind. Ele também apareceu em videoclipes da música "Whose Authority" do Nada Surf de 2007 e "All My Friends" do The XYZ Affair. Em 2013, Maronna deixou de atuar e, desde então, trabalha como eletricista em filmes e televisão em Nova York. Ele é co-apresentador do podcast "The Adventures of Danny and Mike" com seu co-estrela de Adventures of Pete e Pete, Danny Tamberelli. Ele voltou a atuar na década de 2020.

## Filmografia
| Year(s)   | Title                                                     | Role                 | Notes                                         |
| --------- | --------------------------------------------------------- | -------------------- | --------------------------------------------- |
| 1989-1996 | The Adventures of Pete & Pete                             | Big Pete Wrigley     | 3 temporadas (+ episódios especiais e curtas) |
| 1990      | Home Alone                                                | Jeff McCallister     | Estreia de Filme                              |
| 1992      | Home Alone 2: Lost in New York                            | Jeff McCallister     | Filme                                         |
| 1994      | The Weinerville New Year's Special: Lost in the Big Apple | (papel desconhecido) | Especial para TV                              |
| 1997      | Law & Order                                               | Dale Kershaw         | "Thrill" (S8E1)                               |
| 1998      | Le New Yorker                                             | Ami de Kareen        | Filme                                         |
| 2000      | Expired                                                   | Trevor               | Curta                                         |
| 2000      | The Final Days                                            | Stuart               | Curta                                         |
| 2002      | Slackers                                                  | Jeff Davis           | Filme                                         |
| 2002      | 40 Days and 40 Nights                                     | Bagel Guy            | Filme                                         |
| 2003      | What Alice Found                                          | Namorado da Alice    | Filme                                         |
| 2003      | Gilmore Girls                                             | Leon                 | "Here Comes the Son" (S3E21)                  |
| 2004      | Bad Apple                                                 | Videographer         | Filme de televisão                            |
| 2004      | Men Without Jobs                                          | E-Man                | Filme                                         |
| 2010      | On Edge                                                   | Agente do FBI        | Curta                                         |
| 2024      | I Saw the TV Glow                                         | Vizinho #1           |                                               |